# Hugo Larsson
Pour les articles homonymes, voir Larsson.
Hugo Larsson, né le 27 juin 2004 à Svarte en Suède, est un footballeur international suédois qui évolue au poste de milieu central à l'Eintracht Francfort.

## Biographie

### Malmö FF
Né à Svarte en Suède, Hugo Larsson commence le football au SoGK Charlo (en) avant d'être formé par le Malmö FF qu'il rejoint en 2016 à l'âge de 12 ans. Il progresse vite avec les U17 et les U19 du club, officiant notamment comme capitaine dans ces catégories.
Il joue son premier match en professionnel le 20 février 2022, à l'occasion d'une rencontre de Coupe de Suède face au GAIS. Il entre en jeu à la place de Erdal Rakip lors de ce match remporté largement par son équipe sur le score de cinq buts à un,.
Le 26 mai 2022, il participe à la finale de l'édition 2021-22 de la Coupe de Suède, contre le Hammarby IF. Il entre en jeu à la place de Oscar Lewicki et son équipe s'impose après une séance de tirs au but,.
Larsson est élu jeune joueur de l'année dans le championnat suédois en 2022.
Ayant participé à la première partie de la saison 2023, Larsson est champion de Suède, Malmö remportant le titre lors du dernier match de la saison,.

### Eintracht Francfort
En juillet 2023, Hugo Larsson rejoint l'Allemagne afin de s'engager en faveur de l'Eintracht Francfort. Le transfert est annoncé dès le 29 mai 2023 et il signe un contrat courant jusqu'en juin 2028,.
Larsson inscrit son premier but pour l'Eintracht Francfort le 8 octobre 2023, lors d'une rencontre de championnat face au 1. FC Heidenheim 1846. Titulaire, il ouvre le score et participe à la victoire de son équipe par deux buts à zéro,.

### En sélection
Hugo Larsson représente les sélections de Suède des moins de 17 ans et moins de moins de 19 ans.
Il joue son premier match avec l'équipe de Suède espoirs le 23 mars 2023 contre l'Écosse. Titulaire ce jour-là, il marque également son premier but en espoirs, et son équipe l'emporte par trois buts à deux.
Hugo Larsson honore sa première sélection avec l'équipe nationale de Suède le 9 janvier 2023 contre la Finlande. Il est titularisé et son équipe l'emporte par deux buts à zéro,,.

## Statistiques
| Saison                | Club                  | Championnat           | Championnat | Championnat | Coupe(s) nationale(s) | Coupe(s) nationale(s) | Compétition(s) continentale(s) | Compétition(s) continentale(s) | Compétition(s) continentale(s) | Total | Total |
| Saison                | Club                  | Division              | M.          | B.          | M.                    | B.                    | Comp.                          | M.                             | B.                             | M.    | B.    |
| 2022                  | Malmö FF              | Allsvenskan           | 27          | 1           | 6                     | 0                     | C1+C3                          | 4+9                            | 0+0                            | 46    | 1     |
| 2023                  | Malmö FF              | Allsvenskan           | 12          | 2           | 3                     | 0                     | -                              | -                              | -                              | 15    | 2     |
| Sous-total            | Sous-total            | Sous-total            | 39          | 3           | 9                     | 0                     | -                              | 13                             | 0                              | 61    | 3     |
| 2023-2024             | Eintracht Francfort   | Bundesliga            | 29          | 2           | 3                     | 0                     | C4                             | 6                              | 0                              | 38    | 2     |
| 2024-2025             | Eintracht Francfort   | Bundesliga            | 33          | 3           | 3                     | 0                     | C3                             | 11                             | 0                              | 47    | 3     |
| Sous-total            | Sous-total            | Sous-total            | 62          | 5           | 6                     | 0                     | -                              | 17                             | 0                              | 85    | 5     |
| Total sur la carrière | Total sur la carrière | Total sur la carrière | 101         | 8           | 15                    | 0                     | -                              | 30                             | 0                              | 146   | 8     |

## Palmarès
Malmö FF
- Coupe de Suède (1) :
  - Vainqueur : 2021-2022.
- Championnat de Suède
  - Champion : 2023